# Colin Beashel
Colin Kenneth Beashel, OAM (* 21. November 1959 in Sydney) ist ein ehemaliger australischer Segler.

## Erfolge
Colin Beashel, der für den Royal Prince Alfred Yacht Club segelte, nahm sechsmal in der Bootsklasse Starboot an Olympischen Spielen teil, davon viermal mit David Giles. 1984 belegte er in Los Angeles mit Richard Coxon den elften Platz, bei den Olympischen Spielen 1988 in Seoul wurde er mit Gregory Torpy Siebter. Mit David Giles belegte er 1992 in Barcelona ebenfalls noch den siebten Platz, ehe den beiden vier Jahre darauf in Atlanta der Gewinn der Bronzemedaille gelang. Mit 32 Punkten beendeten sie die Regatta hinter dem brasilianischen und dem schwedischen Boot auf dem dritten Platz. Die Spiele im Jahr 2000 in Sydney schlossen sie wiederum auf dem siebten Rang ab, während sie 2004 in Athen nicht über den 15. Platz hinaus kamen. Bei den Spielen 2004 fungierte Beashel als Fahnenträger der australischen Delegation bei der Eröffnungsfeier. 1998 wurden sie in Portorož gemeinsam Weltmeister, ein Jahr später gewannen sie die offenen Europameisterschaften in Helsinki. 2003 sicherten sie sich bei der Europameisterschaft Bronze.
Beim 25. America’s Cup im Jahr 1983 war Beashel Crewmitglied der Australia II unter Skipper John Bertrand, der das Boot zum Sieg im Wettbewerb gegen die US-amerikanischen Titelverteidiger mit der Liberty führte. Für diesen Erfolg erhielt er 1985 die Medal of the Order of Australia. Seine Schwägerin Carrie Butler-Beashel nahm an vier olympischen Regatten im Windsurfen teil.